# Boze oog

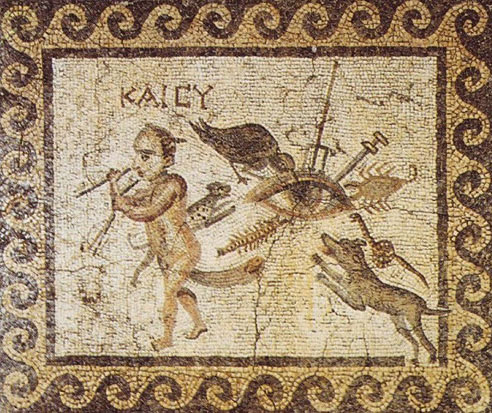
Symbolen van ongeluk: een boze geest (kakodaimon) en het boze oog. Het boze oog is omgeven door een pikkende raaf, drietand, zwaard, schorpioen, slang, duizendpoot en hond (mozaïek uit de tweede eeuw)

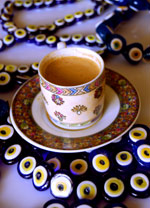
De nazar aan een ketting: bescherming tegen het boze oog

Het boze oog is een blik waarvan geloofd wordt dat hij anderen letsel kan berokkenen en zelfs in staat is om iemand te doden die erdoor getroffen wordt. Vooral kinderen, zwangere vrouwen en dieren zouden er gevoelig voor zijn. Geloof in het boze oog kwam al voor in het oude Griekenland en het oude Rome, en wordt ook gevreesd bij onder andere hindoes, boeddhisten, moslims en christelijke Zuid-Europese landen.

## Algemeen verbreid bijgeloof
De vroegste historische vermelding van het boze oog komt uit het Nabije Oosten en de Mesopotamische beschaving van Soemerië. Het geloof in het boze oog is erg sterk in het Midden-Oosten, Azië en Europa, vooral in het Middellandse Zeegebied. Veel schepen in dit laatste gebied worden op de boeg gesierd met een oog. Het geloof in het boze oog verspreidde zich ook naar Noord-Europa, vooral in Keltische gebied. De oude Romeinen kenden het boze oog ook al, onder de naam oculus malus.
Het boze oog komt voor in de Arabische wereld zowel onder de christenen als moslims (Arabisch: ayin harsha, in Turkije ook wel bekend als nazar). Moslims reciteren verzen uit de Koran zoals het Troonvers om zich te beschermen tegen het boze oog.
Ook in de joodse mythologie (ook wel bekend als ayin horreh in het Hebreeuws) is het boze oog terug te vinden.
Bescherming tegen het boze oog wordt in verschillende landen in het Middellandse Zeegebied in vele vormen als souvenir aangeboden, zoals armbandjes, kettinkjes, oorbellen, boekenleggers en andere accessoires.
In de middeleeuwen beweerde men dat heksen het boze oog gebruikten wanneer iemand hen had dwarsgezeten; het slachtoffer werd ziek, raakte zijn echtgenoot kwijt of verloor al zijn bezittingen.
Op veel plaatsen waar men nog in het boze oog gelooft, zal men nooit de aandacht vestigen op de schoonheid van een van zijn kinderen, uit angst dat iemand met het boze oog een jaloerse blik op hem of haar werpt.

## Bescherming
De belangrijkste vorm van bescherming is een amulet, meestal in de vorm van een kikker, een hoorn of, zoals bij de oude Egyptenaren, een oog dat wel het Oog van Horus werd genoemd. Wie geen amulet bij de hand heeft wanneer er een kwade blik in zijn richting wordt geworpen maakt snel een symbolisch handgebaar (hij houdt de wijsvinger en pink als een hoorn voor zich). Andere vormen van bescherming zijn vervloekingen, klavertje (Ierland), knoflook (Griekenland) en gerst (India). Belletjes of rode linten zouden de aandacht van het boze oog afleiden van vee en kinderen.
Men had in het verleden verschillende trucjes om het boze oog te ontwijken. Zo ging men bijvoorbeeld verzen uit de Bijbel opzeggen. Het "boze oog" wordt ook als een naam gebruikt voor een bepaald amulet, de nazar, dat wordt verondersteld het kwaad weg te kijken. Die naam is misleidend, omdat het niet het boze oog zelf is, maar het boze oog zou moeten wegkijken. De blauwe kleur van de nazar-amulet wordt al sinds de vroegste tijd geacht een zuiverende kleur te zijn.
Om het boze oog te weren maken Aziatische kinderen soms hun gezicht zwart, vooral rond de ogen. Bij sommige Afrikaanse volkeren vreest men het boze oog vooral tijdens het eten en drinken; als de mond open is zou het gevaar van verlies van de ziel door het boze oog groter zijn.
Moslims reciteren koranverzen en gebruiken aluinsteen en wierook. Daarnaast wordt er in de islam ook gewerkt met in water gereciteerde verzen, waarmee men zich wast.